# Bishopsgate Tower
Bishopsgate Tower, ook bekend als The Pinnacle of The Helter-Skelter is een 278 meter hoge wolkenkrabber in het centrum van het Londens financieel district, de City of London. Vanwege de economische crisis is de bouw stilgelegd en vanaf 2016 weer opgestart. In 2019 is het gebouw opgeleverd. De toren is de op een na hoogste van het Verenigd Koninkrijk.

## Galerij

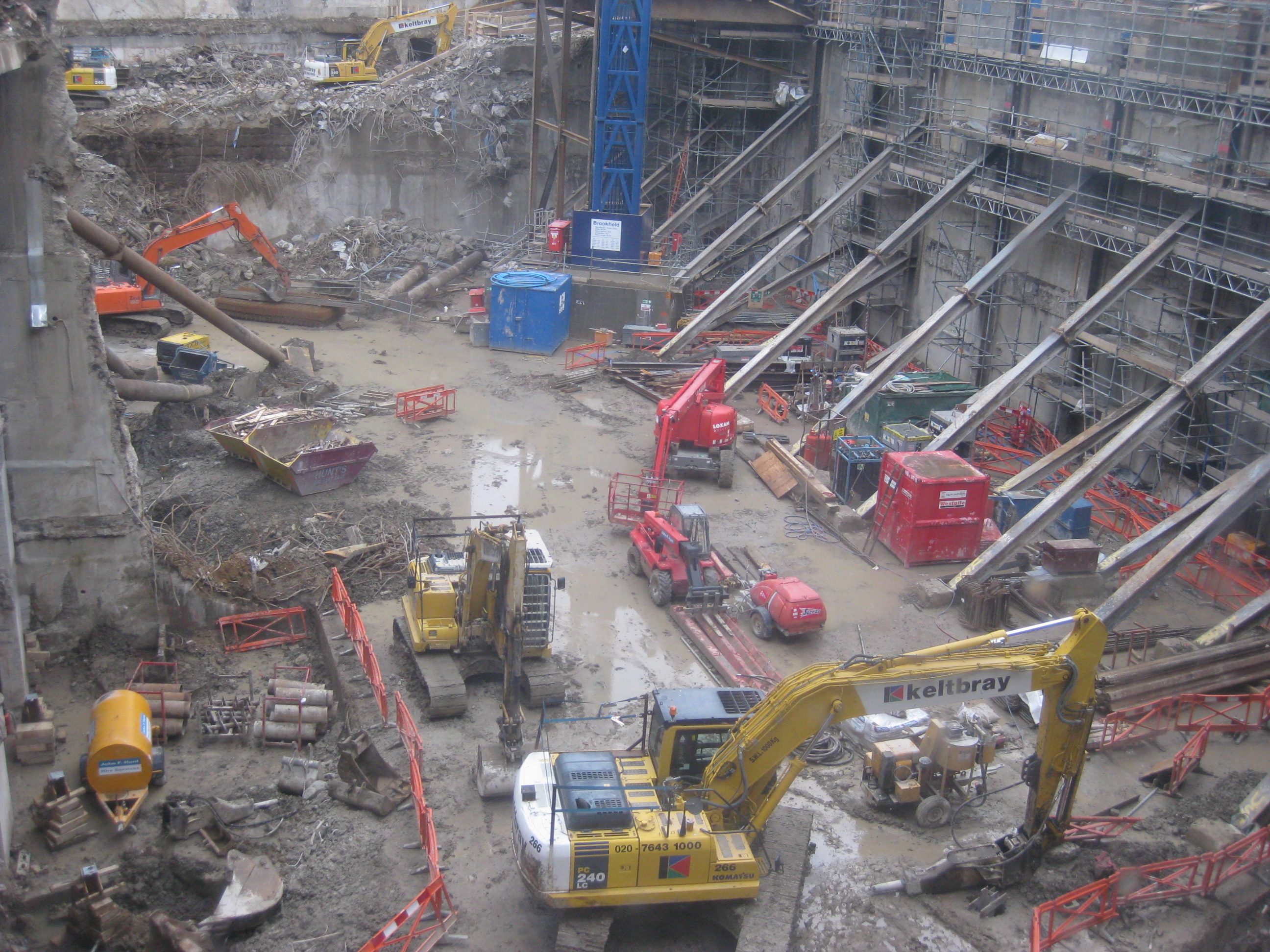
The Pinnacle, december 2009
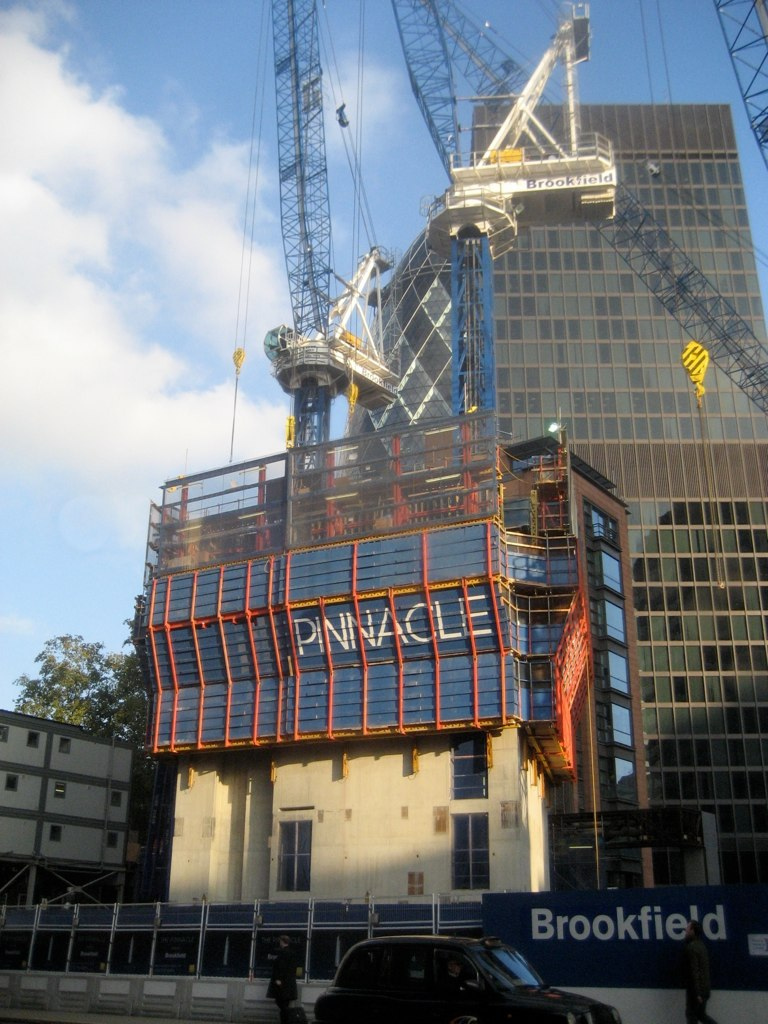
The Pinnacle, november 2010
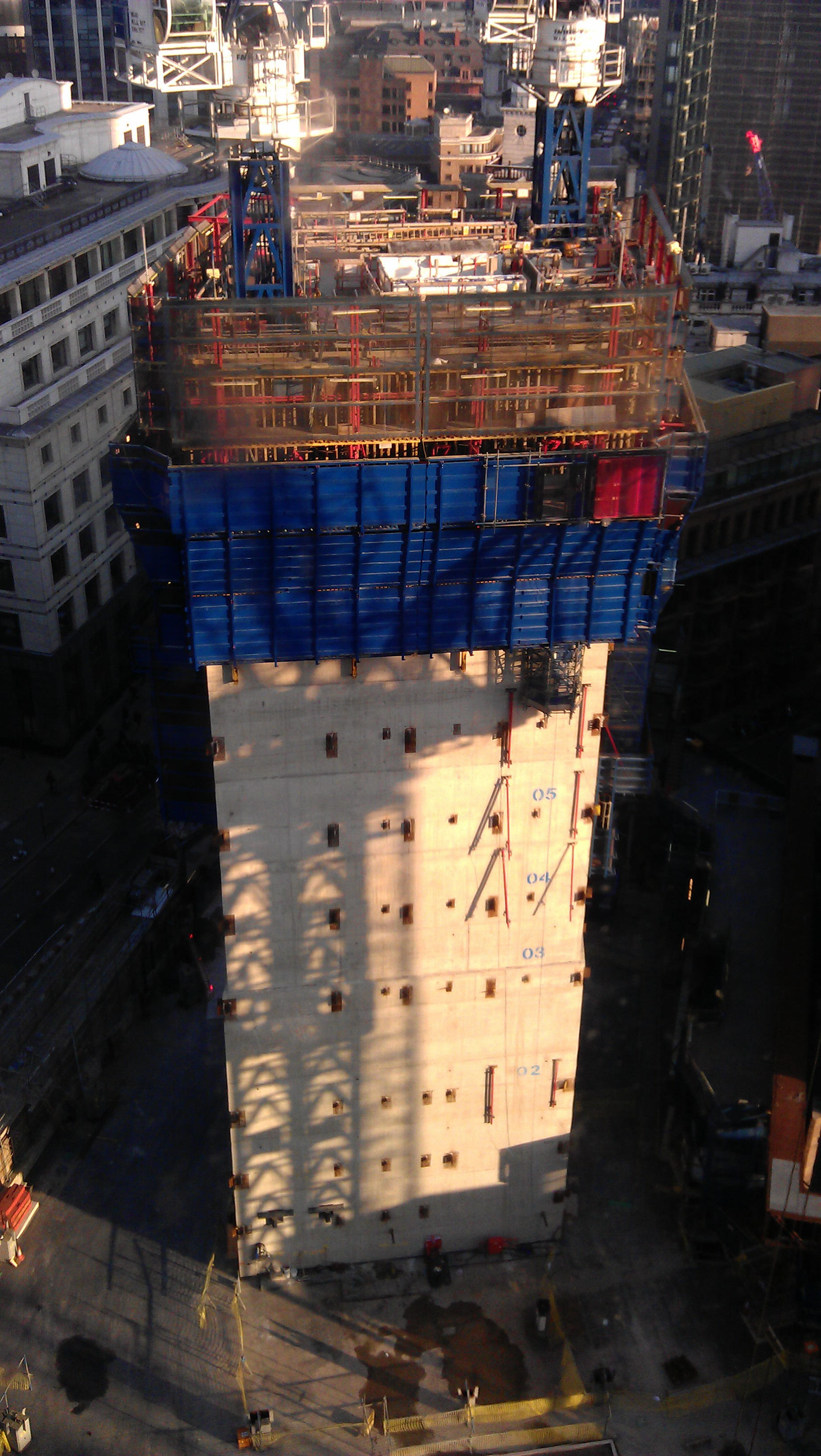
The Pinnacle, februari 2012
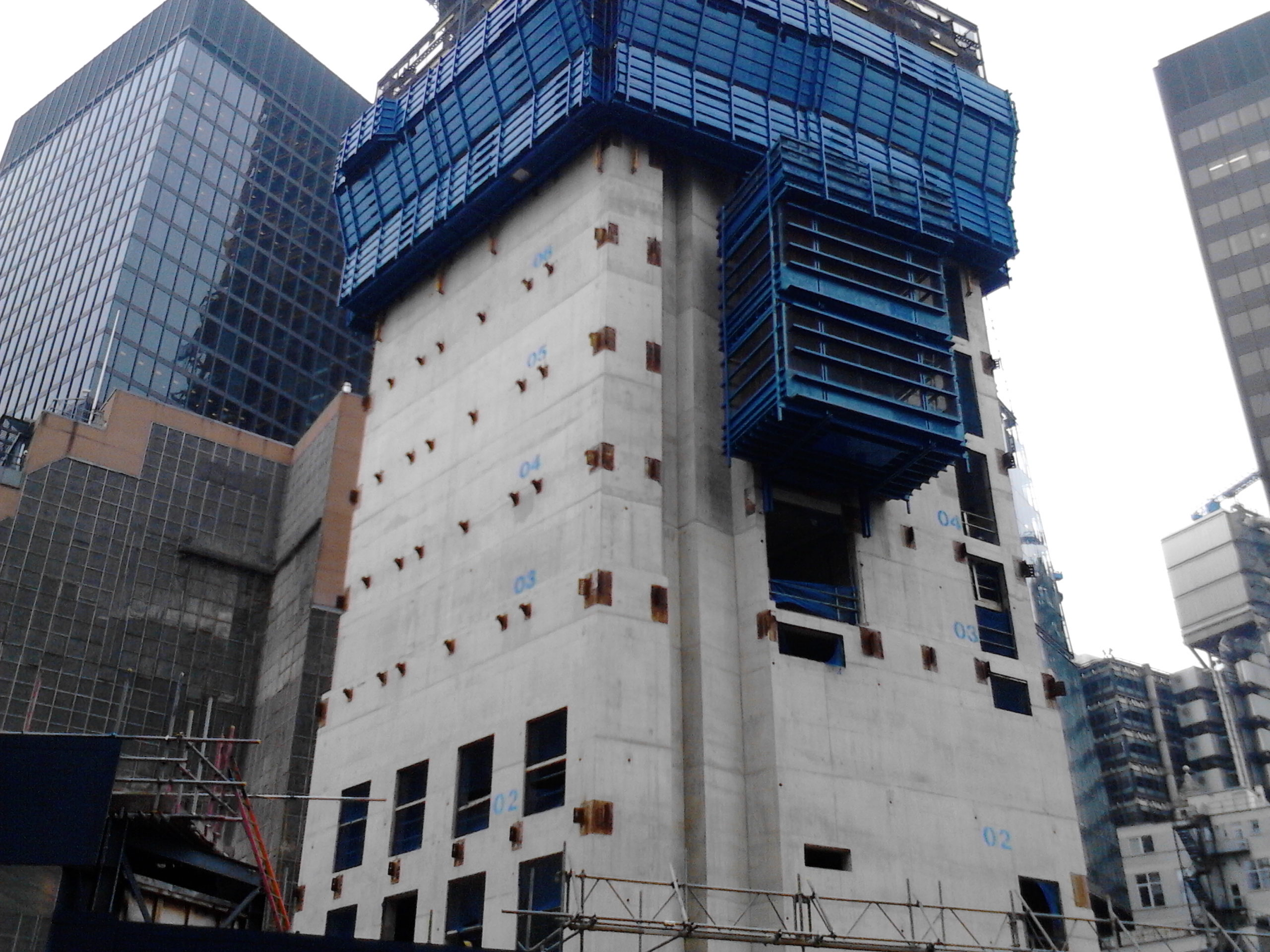
The Pinnacle, maart 2013
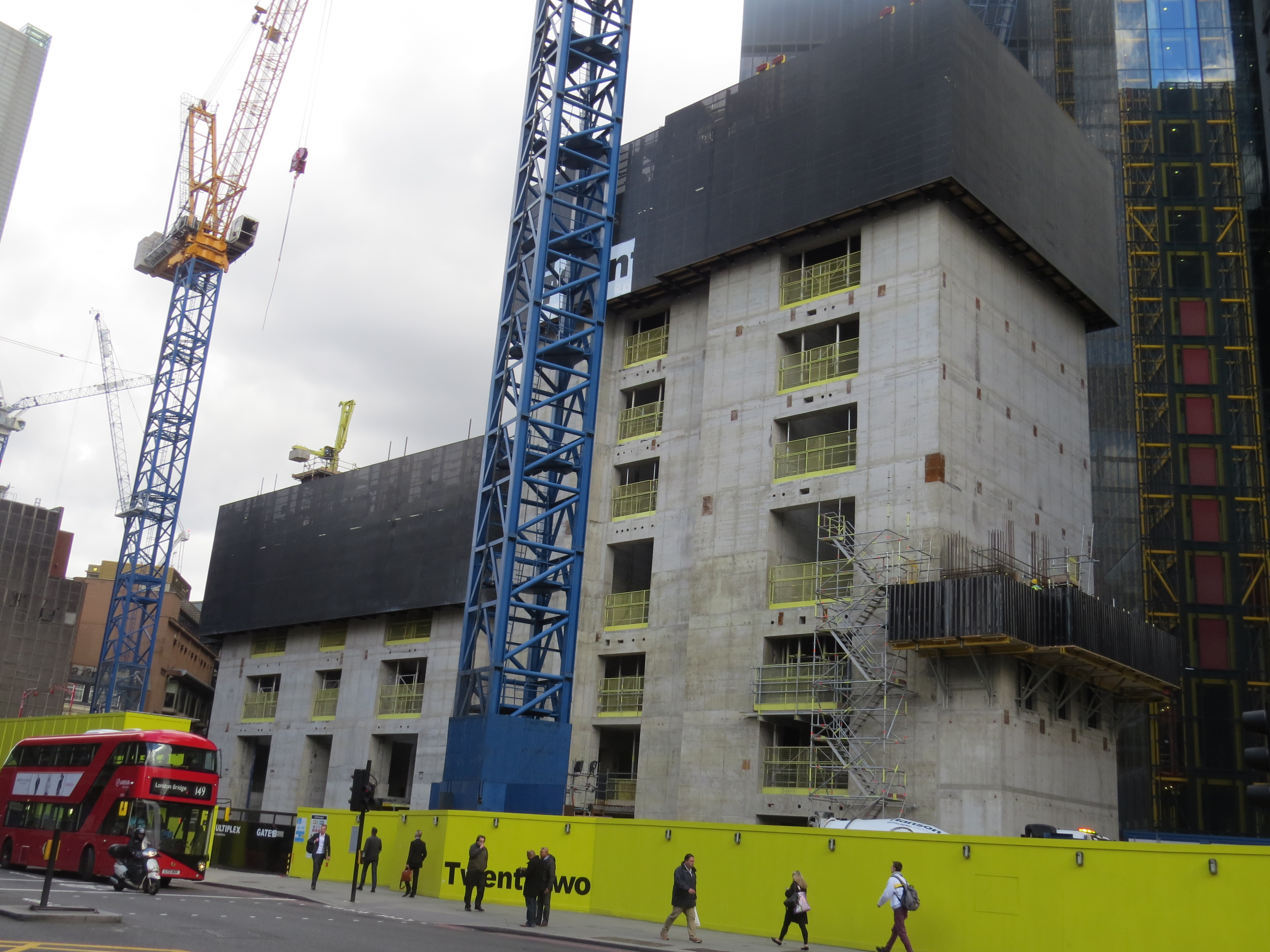
22 Bishopsgate, oktober 2016 herstart bouw.
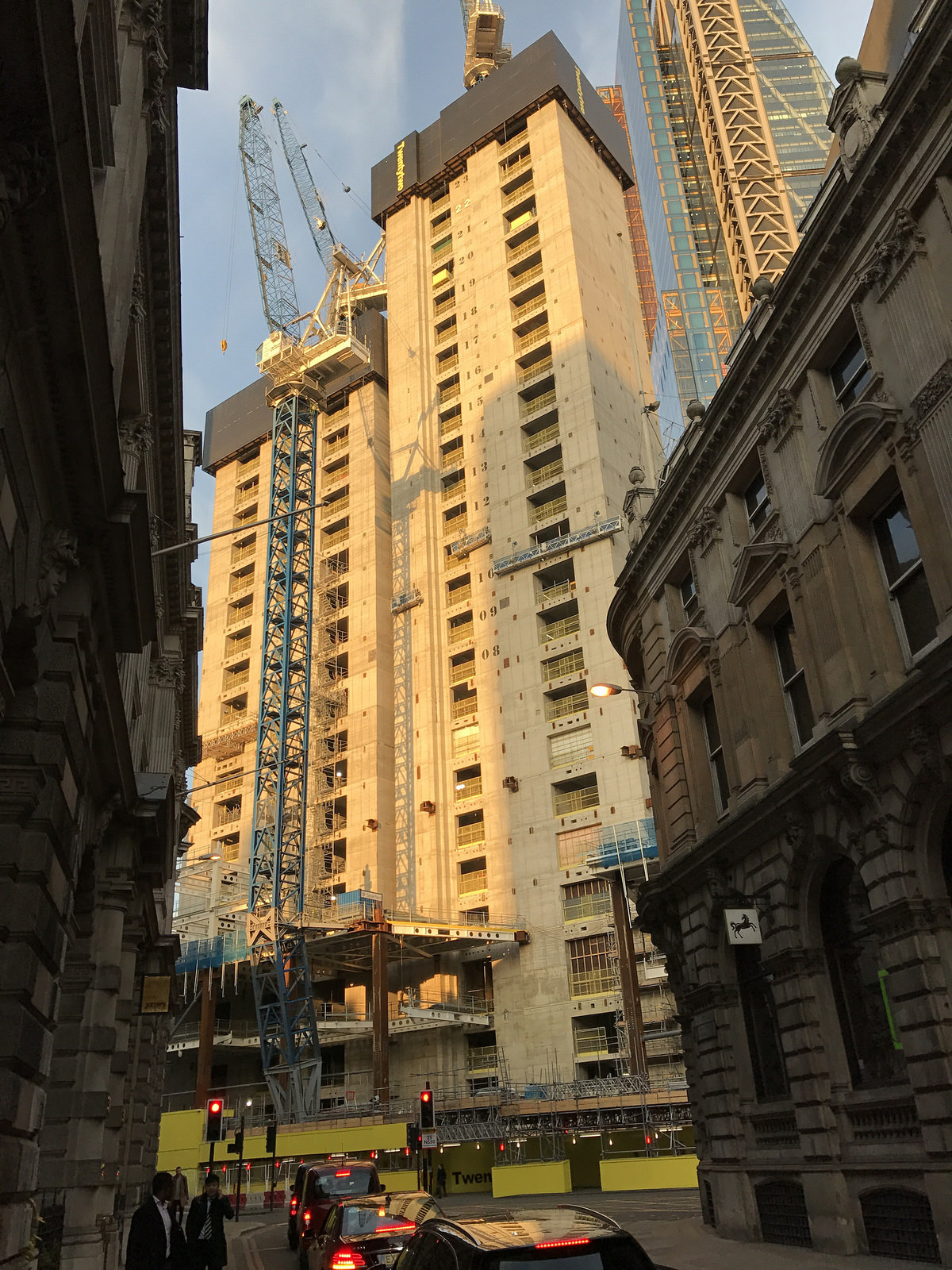
22 Bishopsgate, mei 2017
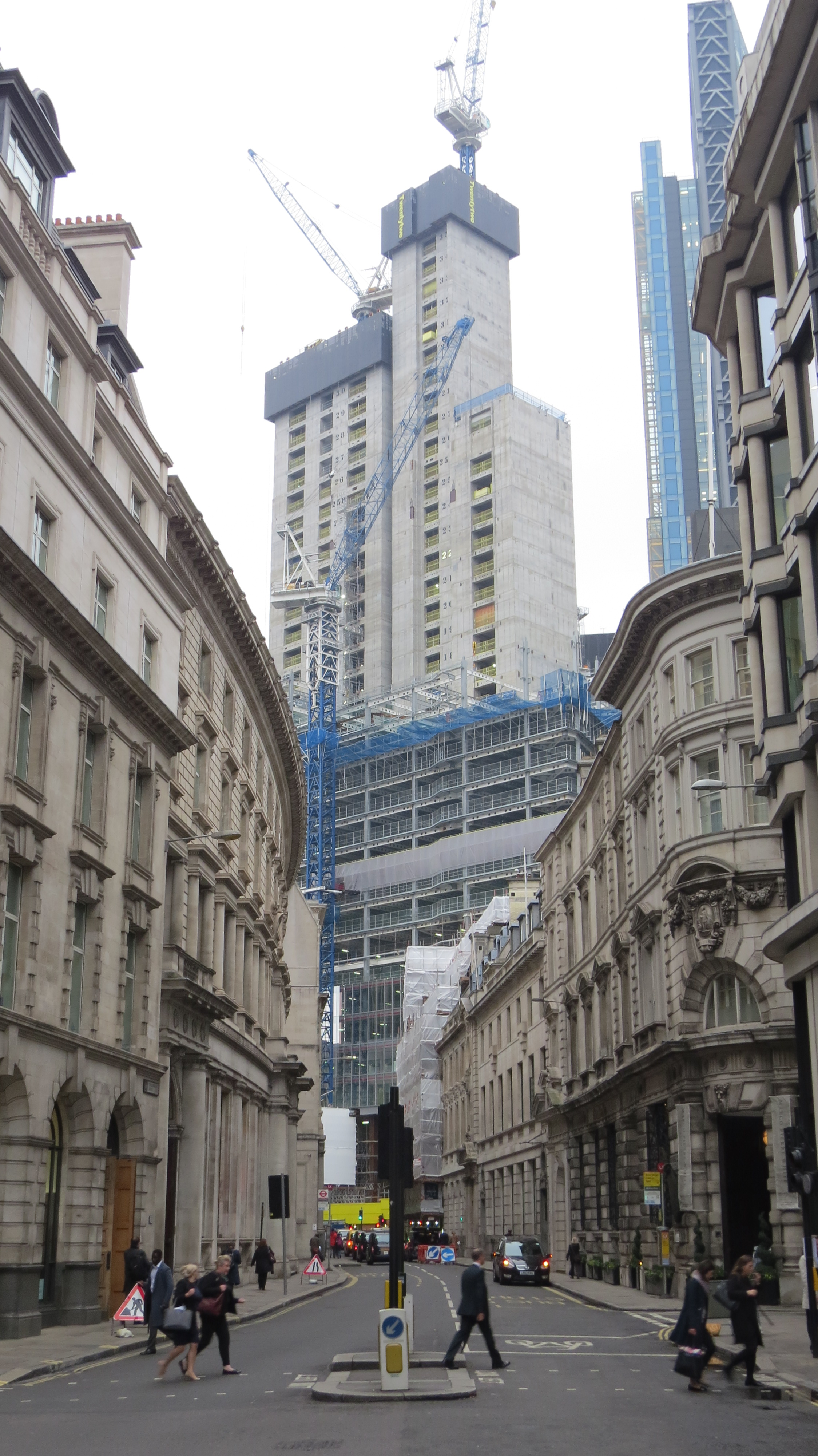
22 Bishopsgate, oktober 2017
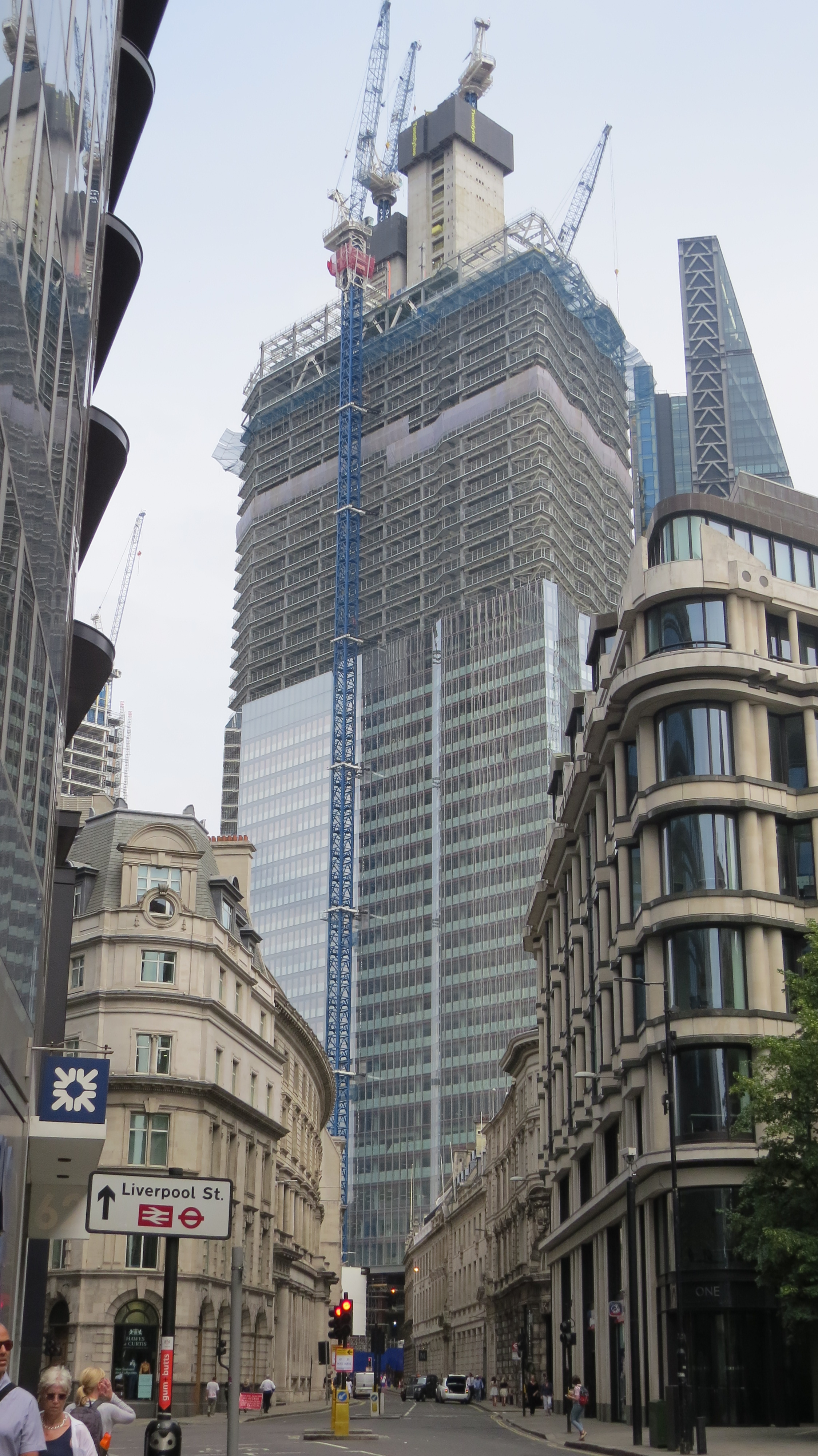
22 Bishopsgate, juni 2018
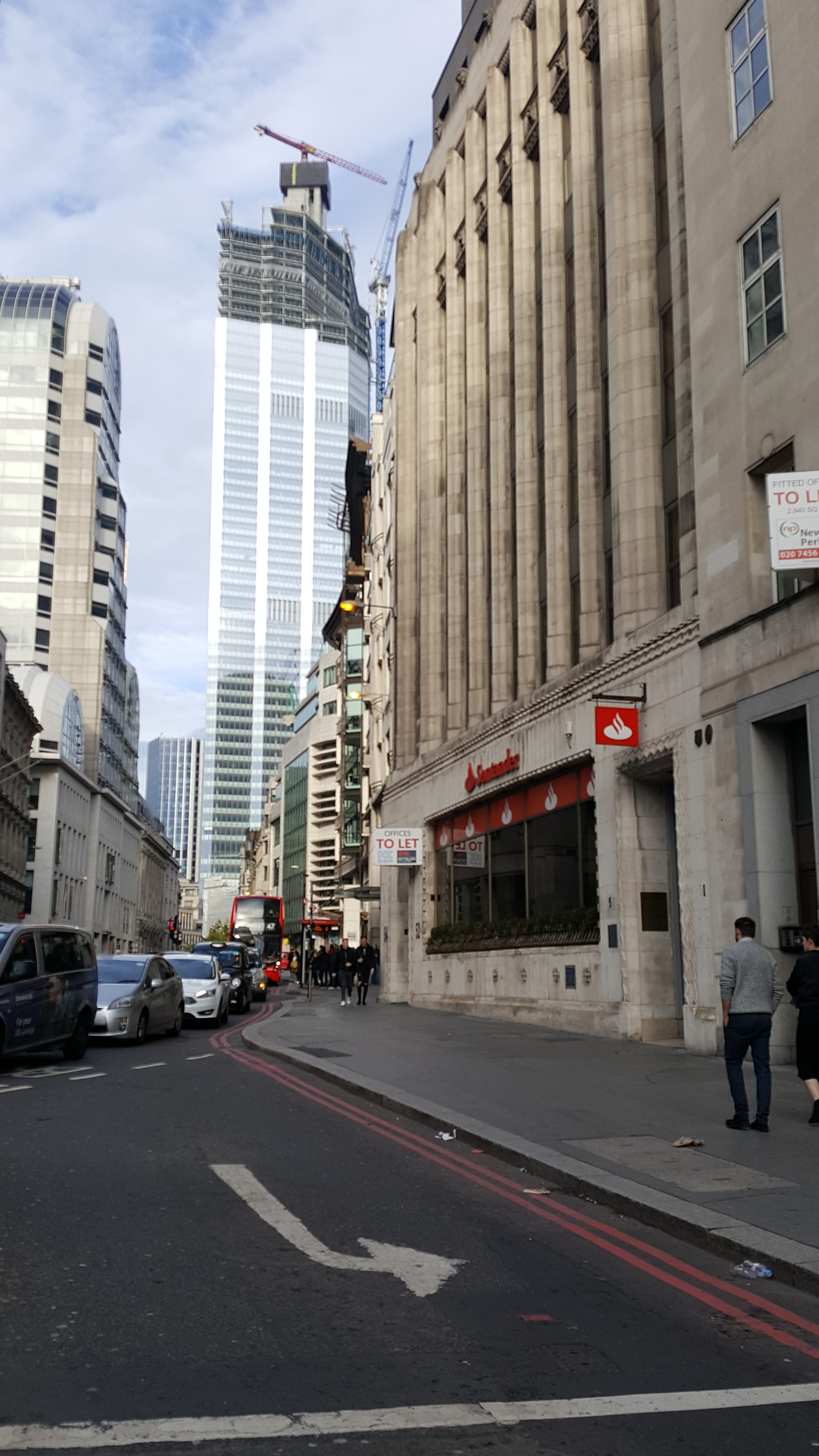
22 Bishopsgate, november 2018
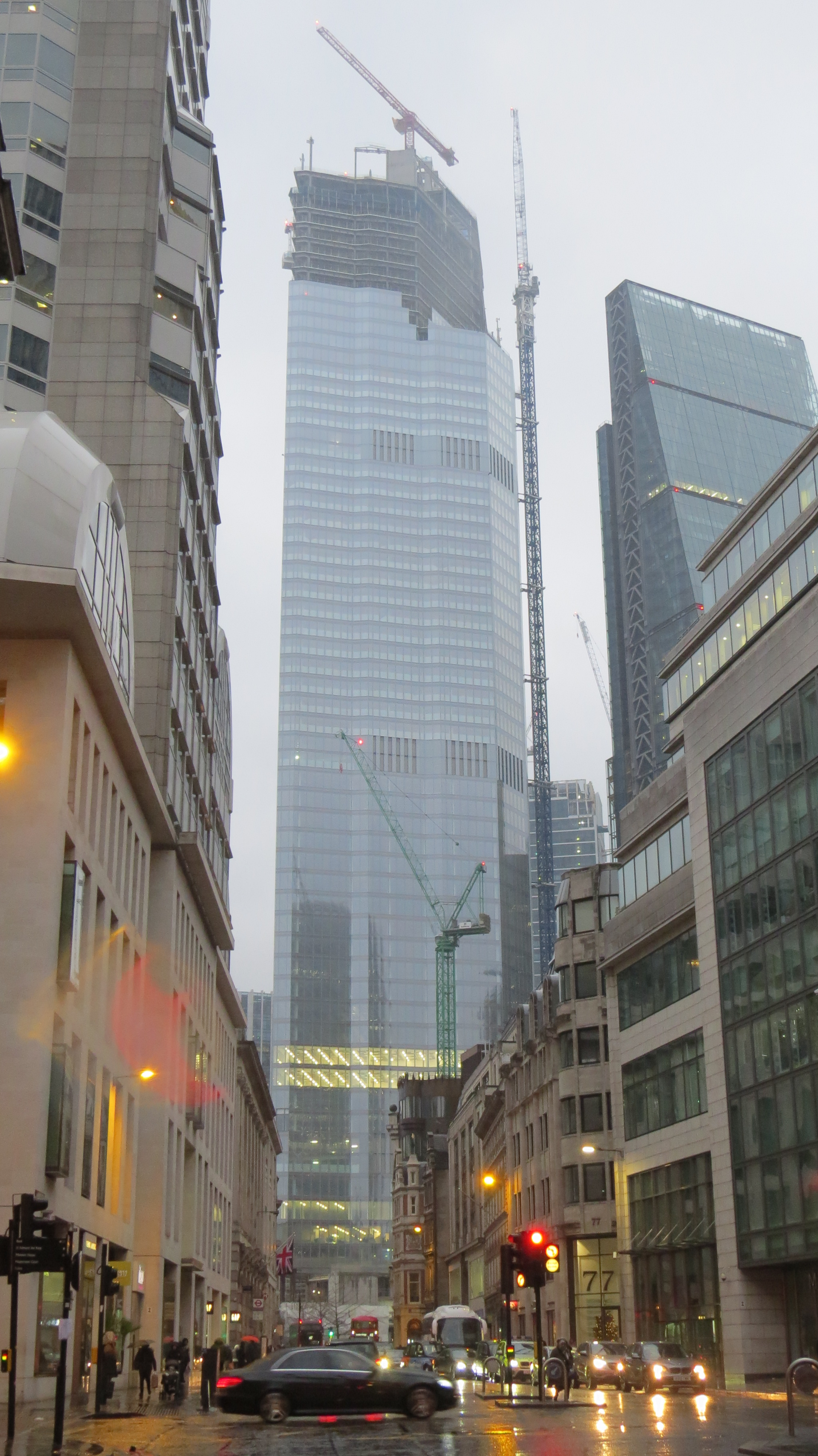
22 Bishopsgate, december 2018
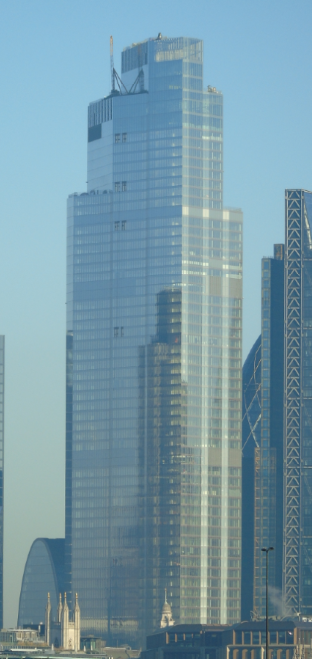
22 Bishopsgate, december 2019, compleet